# Riwiera dla dwojga
Riwiera dla dwojga (ang. The Love Punch) – brytyjsko-francuski film komediowy z 2013 roku w reżyserii Joela Hopkinsa, wyprodukowany przez brytyjską wytwórnię Entertainment One.
Premiera filmu odbyła się 12 września 2013 roku podczas 38. MFF w Toronto. W Polsce wszedł na ekrany kin 27 czerwca 2014 roku.

## Fabuła
Rozwiedziony przedsiębiorca, Brytyjczyk Richard Jones (Pierce Brosnan), niecierpliwie czeka na zbliżającą się dostatnią emeryturę. Jednak gdy po raz ostatni przychodzi do biura, z przerażeniem odkrywa, że firma zbankrutowała. Wszystkie pieniądze – łącznie z odprawą i udziałami Richarda – zdefraudował mieszkający we Francji biznesmen Vincent Kruger (Laurent Lafitte). Zrozpaczony Richard postanawia odnaleźć oszusta i odzyskać skradzione pieniądze. Dołącza do niego była żona, Kate (Emma Thompson). Niespodziewanie para zostaje wplątana w międzynarodową intrygę.

## Obsada
- Emma Thompson jako Kate
- Pierce Brosnan jako Richard
- Celia Imrie jako Pen
- Timothy Spall jako Jerry
- Louise Bourgoin jako Manon Fontaine
- Laurent Lafitte jako Vincent Kruger
- Marisa Berenson jako Clothilde
- Olivier Chantreau jako Jean-Baptise Durain
- Ellen Thomas jako Doreen
- Tuppence Middleton jako Sophie
- Jack Wilkinson jako Matt
- Adam Byron jako Tyler
- John Ramm jako Ken

## Produkcja
Okres zdjęciowy trwał od 11 czerwca do 1 sierpnia 2012 roku. Zdjęcia kręcono w Londynie, Paryżu, Cannes, Antibes, Magny-le-Hongre (departament Sekwana i Marna) oraz Coye-la-Forêt (departament Oise).